# Tscherttegasse (metropolitana di Vienna)
Tscherttegasse è una stazione della linea U6 della metropolitana di Vienna situata nel 12º distretto. 

## Storia
La stazione è stata inaugurata il 15 aprile 1995 come parte del prolungamento della linea metropolitana U6 da Bahnhof Meidling. In precedenza, era una fermata della linea tranviaria 64, sul cui percorso è stato realizzato il nuovo ramo della metropolitana.

## Descrizione
La stazione si trova in superficie all'estremità occidentale di Tscherttegasse, a est del cimitero di Altmannsdorf e della fabbrica di cavi di Meidling. A sud-ovest, nelle immediate vicinanze, si trova la stazione Schöpfwerk della ferrovia Vienna-Baden. A nord della stazione di Tscherttegasse passano la ferrovia Donauländebahn e la linea Pottendorf.
I treni riutilizzano gli stessi binari della linea tranviaria 64, che per questo motivo in questa stazione sono più vicini tra loro e non sono separati dalle canaline sopraelevate come nelle altre stazioni. Anche le banchine sono le stesse delle vecchia fermata del tram, allungate per adeguarsi alla maggiore lunghezza dei treni della metropolitana.
La costruzione è stata progettata da Johann Georg Gsteu che, come per l'architettura di tutte le stazioni del prolungamento sud della U6, ha utilizzato una nuova tecnologia di forgiatura delle lastre di alluminio trapezoidali (il processo di imbutitura), che ha permesso di realizzare forme ondulate e archi di varia forma. La combinazione di calcestruzzo smaltato blu e vetro conferisce alla stazione un effetto segnaletico e le torri degli ascensori sormontate da grandi cilindri metallici costituiscono un elemento caratteristico.

## Ingressi
- Tscherttegasse
- Grießergasse